# Varennes-le-Grand
Varennes-le-Grand è un comune francese di 2 370 abitanti situato nel dipartimento della Saona e Loira nella regione della Borgogna-Franca Contea.

## Società

### Evoluzione demografica
Abitanti censiti